# Sygepasser (militær)
 Denne artikel omhandler militære sygepassere. Opslagsordet har også en anden betydning, se Sygepasser.
 Denne artikel omhandler overvejende eller alene danske forhold. Hjælp gerne med at gøre artiklen mere almen.
En sygepasser (SYPA) er en menig eller konstabel, der har en funktionsuddannelse inden for sanitetstjenesten. Uddannelsen er møntet på, at sygepasseren skal kunne assistere lægen i hans arbejde i tilfælde hvor det ikke er muligt eller ønskeligt at have sygeplejersker tilknyttet enheden. Tillige har sygepasseren et højere fagligt niveau end sygehjælperen, jf. de civile SOSU-hjælpere og -assistenter.

## Uddannelse
Funktionsuddannelsen foregår hos Forsvarets Sanitetsskole på Flyvestation Skalstrup og er opdelt i tre trin:
Trin 1 indeholder grundlæggende anatomi & fysiologi, hygiejne, sygdomslære og sygepleje, samt forbindelære, organisationsteori, behandleassistance og materialkendskab m.v. Dette er basisuddannelsen til sygepasser, og tilbydes menige og konstabler, der skal gøre tjeneste på et af Søværnets fartøjer, ved et infirmeri på en af landets kaserner eller flyvestationer, eller som tilhører en sanitetsdeling ved et sanitetskompagni i Hæren. En sygepasser uddannet på Trin 1 kaldes behandlerassistent.
Trin 2 er en overbygning på Trin 1, indeholdende yderligere anatomi & fysiologi, sygdomslære og materielkendskab. I tilgift hertil undervises i grundlæggende ortopædkirurgi, og færdighederne fra Trin 1 repeteres i mindre omfang. Til Trin 2 hører også ni ugers hospitalspraktik, fordelt med 3 uger på hver af hhv. ortopædkirurgisk operationsgang, ortopædkirurgisk sengeafdeling og skadestue. Trin 2 tilbydes primært konstabler, der er fastansat på infirmerier eller skibe. En sygepasser uddannet på Trin 2 kaldes operationshjælper. 
Trin 3 er en overbygning på Trin 2, der indeholder mere avanceret sygdomslære, anatomi & fysiologi samt sygepleje. Tillige lægges der her også stor vægt på mere praktiske færdigheder i behandling af patienter, idet sigtet her bl.a. er, at sygepasseren skal kunne klare mindre skader på egen hånd, evt. understøttet af radiokontakt til en læge. De skal således f.eks. kunne sy mindre flænger, eller diagnosticere og behandle almindeligt forekommende sygdomme. Ligeledes skal de kunne forestå behandling af mere alvorlige tilstande understøttet af en radiolæge – dette er primært relevant for sejlende enheder, der er langt fra det etablerede sundhedsvæsen.

## Sygepasserens arbejde

### På infirmeriet
De fleste infirmerier har en eller flere sygepassere tilknyttet, evt. ledet af en sygeplejerske eller en sanitetssergent. Disse har i reglen gennemgået Trin 1, om end fastansatte konstabler gerne tilbydes Trin 2 og senere Trin 3. Sygepasseren har her typisk til opgave at assistere i den daglige drift af infirmeriet; herunder hører både direkte patientrelaterede opgaver som høreprøver, blodprøvetagninger og sygepleje til indlagte patienter, samt rengøring, oprydning og administrative opgaver.

### Lægebil
Enkelte steder i landet, herunder Flådestation Frederikshavn og Oksbøllejren har infirmeriet en støttefunktion i forhold til den civile sektor, idet man her døgnbemander en lægebil, der også kan køre til civile ulykker. Bemandingen er typisk en sygepasser som kører og en læge. 

### I sanitetskompagniet
Sygepasseren i sanitetskompagniet er uddannet på Trin 1 og kan fylde flere forskellige funktioner inden for kompagniets forskellige delinger: 
I sanitetsdelingen er hovedopgaven at oprette en afdelingsforbindeplads, hvor enkelte sygepassere samarbejder med sygehjælpere og en enkelt læge om at modtage, stabilisere og videresende op til 25 sårede i døgnet. Sygepasseren virker her som behandlerassistent for lægen. 
I hovedforbindedelingen er hovedopgaven at oprette en hovedforbindeplads, hvor sygepasseren samarbejder med sygehjælpere og enkelte læger om at modtage, behandle og pleje op til 100 sårede i døgnet. Sygepasseren kan her virke både som behandlerassistent og i nogle tilfælde som operationshjælper. 

### På missioner
Ganske som på infirmerier i Danmark varetager sygepasseren på infirmerier i lejre på internationale missioner både patientrelaterede og administrative opgaver. Der kan her tillige opstå situationer, hvor forholdene eller ressourcerne gør, at sygepasseren i nogen udstrækning også kommer til at varetage andre opgaver, både forefaldende og rent soldatermæssige. I tilgift er det ikke ualmindeligt at sygepasseren har en "skråstregsfunktion", e.g. sygepasser/klinikassistent, sygepasser/kører.
| Militær | Spire Denne artikel om militær er en spire som bør udbygges. Du er velkommen til at hjælpe Wikipedia ved at udvide den. |

| Sygepleje | Spire Denne artikel om sygepleje er en spire som bør udbygges. Du er velkommen til at hjælpe Wikipedia ved at udvide den. |